# NGC 5901
NGC 5901 is een ster in het sterrenbeeld Ossenhoeder. Het hemelobject werd op 23 mei 1854 ontdekt door de Ierse astronoom William Parsons.